# كلوديان دورو
كلوديان دورو (بالألبانية: Klodian Duro‏) (مواليد 21 ديسمبر 1977 في تيرانا) لاعب كرة قدم ألباني دولي يجيد اللعب في خط الوسط . يلعب حاليا لصالح نادي أبولون ليماسول القبرصي منذ 2009 .

## روابط خارجية
- كلوديان دورو على موقع الاتحاد الدولي (مؤرشف)  (الإنجليزية)
- كلوديان دورو على موقع الاتحاد الأوربي (الإنجليزية)
- كلوديان دورو على موقع اتحاد تركيا (لاعب) (الإنجليزية)
- كلوديان دورو على موقع قاعدة بيانات كرة القدم.إي يو (الإنجليزية)
- كلوديان دورو على موقع ناشيونال فوتبول تيمز (الإنجليزية)
- كلوديان دورو على موقع Soccerway.com (الإنجليزية)
- كلوديان دورو على موقع عالم كرة القدم.نت (الإنجليزية)
- كلوديان دورو على موقع كووورة